# Ряби (Кировская область)
Ряби — деревня в Оричевском районе Кировской области России. Входит в состав Мирнинского городского поселения.

## География
Деревня находится в центральной части Кировской области, в подзоне южной тайги, при железнодорожной ветке Горьковской железной дороги, примыкая к западной окраине посёлка Быстряги.

### Географическое положение
- п. Быстряги — 250 м[3][неавторитетный источник]
- д. Тарасовы — 1000 м
- д. Берёзкины (до 1980 г. — Березичи) — 3,6 км
- д. Новожилы — 3,9 км
- п. Мирный — 6 км
- г. Котельнич — 28 км
- г. Киров — 87 км

До п. Мирный, п. Оричи, г. Котельнич, г. Киров расстояние указано по железной дороге. До остальных пунктов — по грунтовой или автомобильной дороге.

### Климат
Климат характеризуется как континентальный, умеренно холодный. Среднегодовая температура — 1,6 °C. Средняя температура воздуха самого холодного месяца (января) составляет −14,3 °C (абсолютный минимум — −45 °С); самого тёплого месяца (июля) — 17,8 °C (абсолютный максимум — 37 °С). Безморозный период длится в течение 114—122 дней. Годовое количество атмосферных осадков — 500—550 мм, из которых около 70 % выпадает в тёплый период. Снежный покров устанавливается в середине ноября и держится 160—170 дней.

## История
Согласно закону Кировской области от 27 июля 2007 года № 151-ЗО Быстряжское сельское поселение и Мирнинское городское поселение объединены в Мирнинское городское поселение с административным центром в посёлке городского типа Мирном с сохранением статуса населённых пунктов.

## Население
| 2010 |
| ---- |
| 14   |

## Инфраструктура
В поселке Быстряги имеется продовольственный магазин № 70 Оричевского РАЙПО.

## Транспорт
В 200 метрах находится посёлок Быстряги, на территории которого находится одноименная железнодорожная станция Быстряги Кировского отделения Горьковской железной дороги. Во время учебного года ходит школьный автобус для развозки школьников. Для осуществления перевозок есть остановка, оборудованная небольшим крытым павильоном, расположенная рядом с вокзалом.

## Фотогалерея

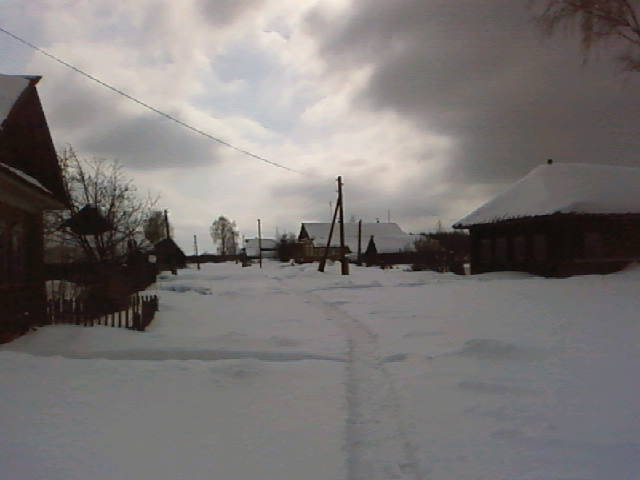
Ряби. Зима 2012
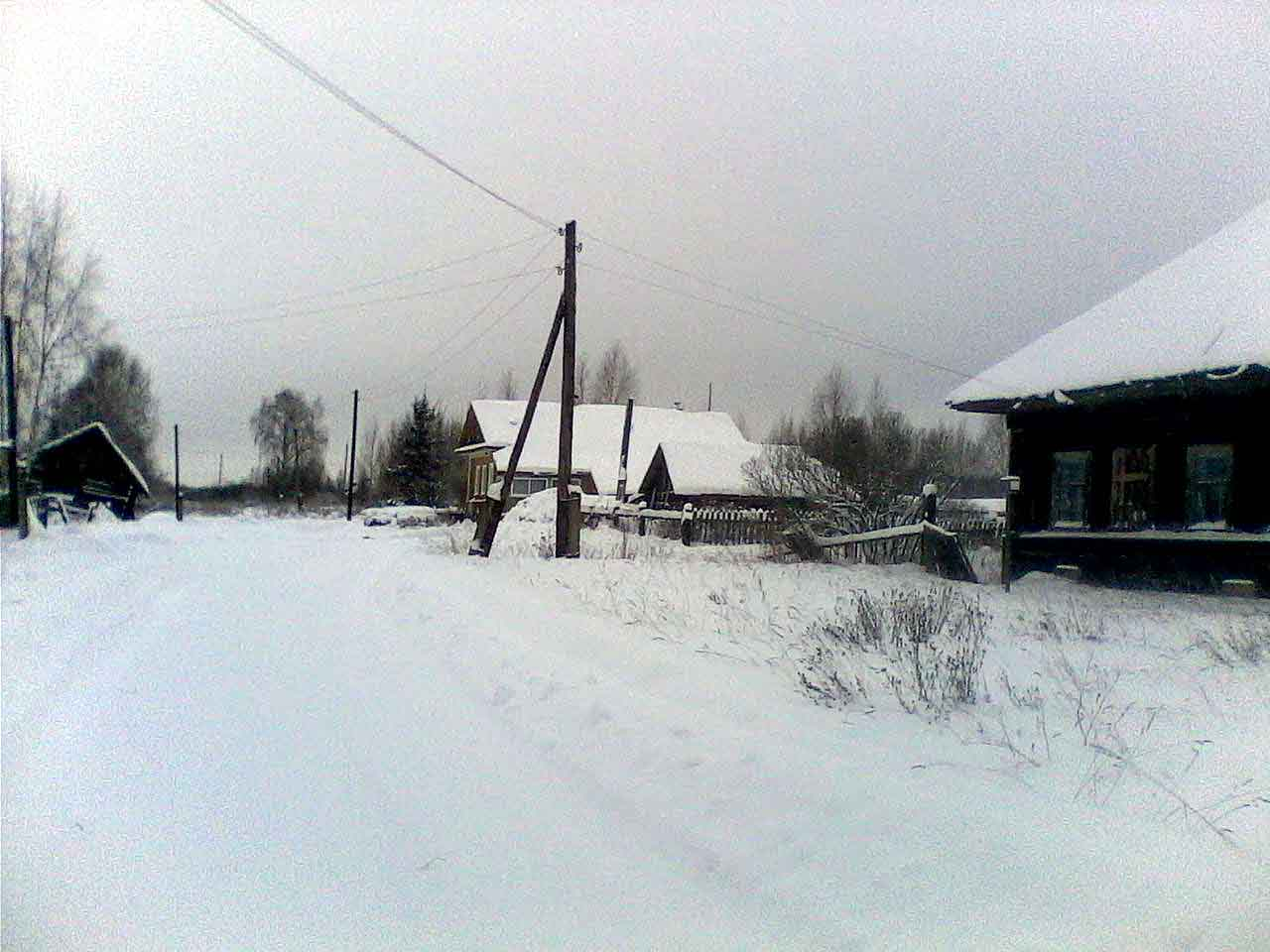
Зима 2016
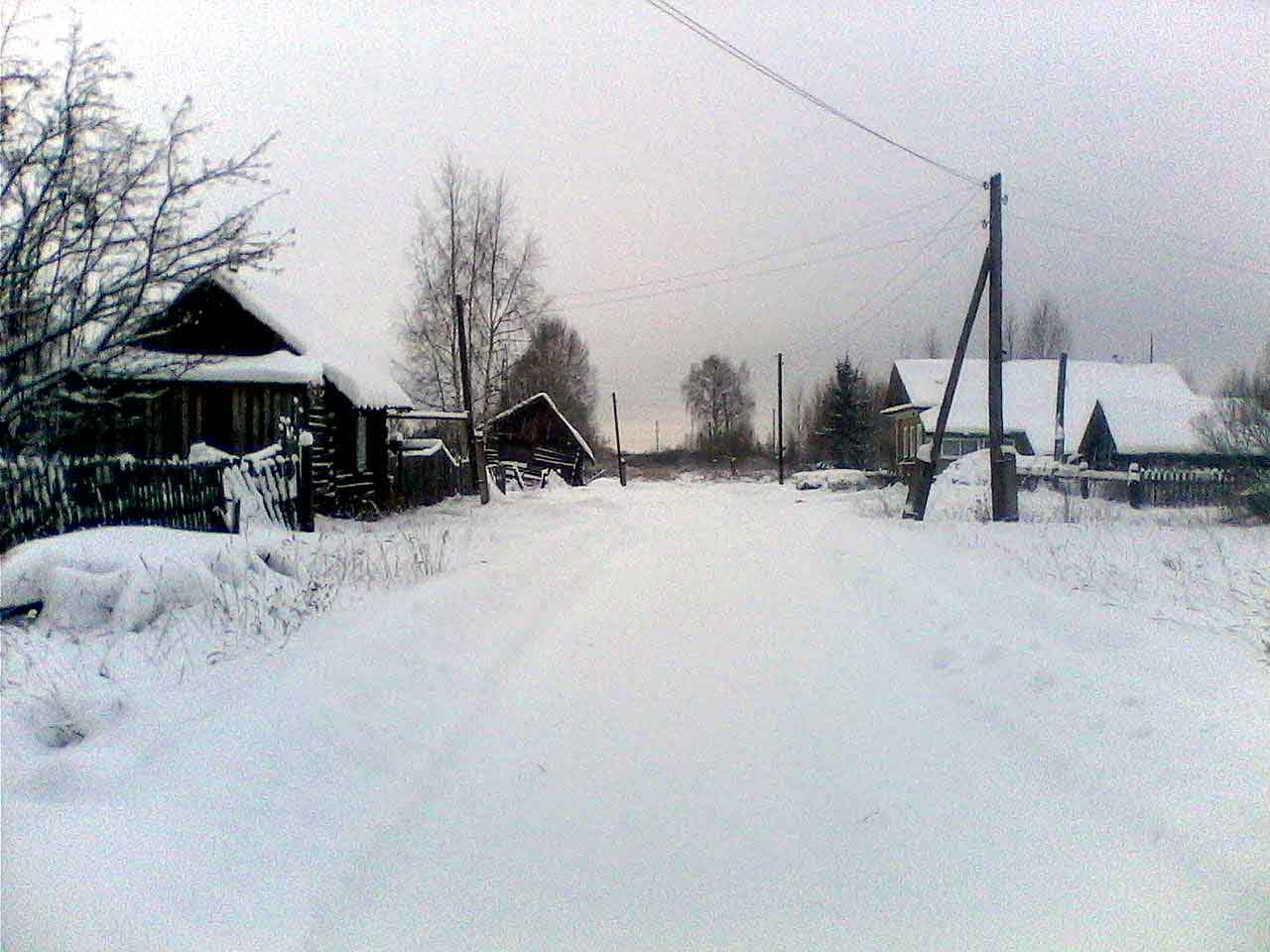
Вид улицы со стороны железной дороги
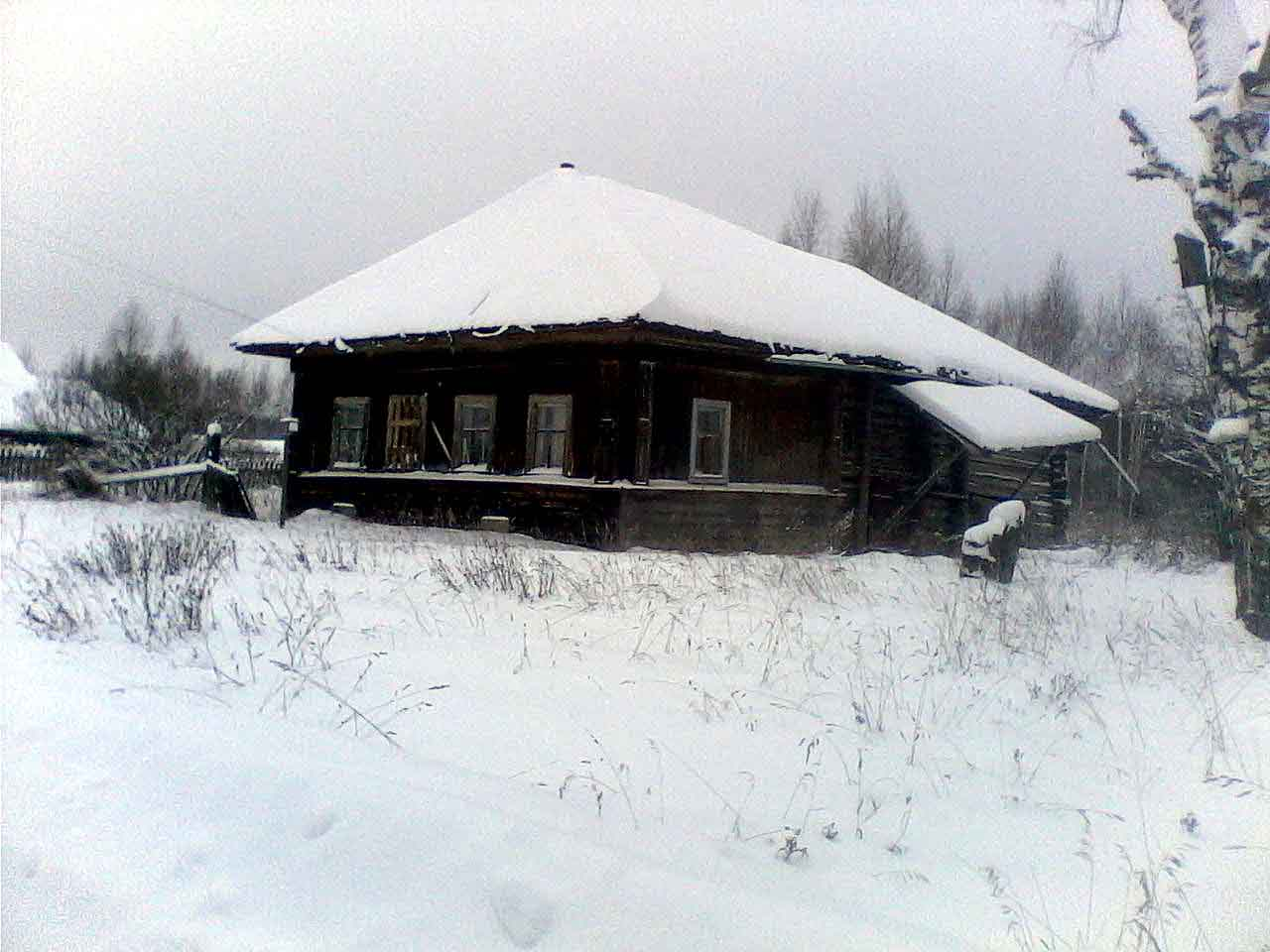
Один из многих заброшенных домов